# 1925 في السويد
فيما يلي قوائم الأحداث التي وقعت خلال عام 1925 في السويد.

## سياسة

### انتهاء فترة المنصب
- 24 يناير – يالمار برانتينغ رئيس وزراء السويد، عضو البرلمان السويدي [الإنجليزية]‏.

## مواليد

### مايو
- 24 مايو – ماي تسيترلينغ

### يونيو
- 10 يونيو – لينارت برقلين لاعب كرة مضرب سويدي.

### فبراير
- 24 فبراير – يالمار برانتينغ (مواليد 1860)